# John Neumeier
John Neumeier (24 de febrero de 1939) es un bailarín, coreógrafo y director de ballet estadounidense. 
Nació en Milwaukee, Wisconsin. Comenzó su formación en su ciudad natal, luego en Chicago, antes de proseguir sus estudios en la Escuela del Ballet Real de Londres y luego en Copenhague. Contratado por el Ballet de Stuttgart por John Cranko, fue solista y crea sus primeras coreografías en 1966. Destinado a dirigir el Ballet de Frankfurt en 1969, se convierte en maestro de ballet y coreógrafo de la Ópera de Hamburgo en 1973, cuyo ballet reorganiza completamente. 
Autor de un centenar de ballets, está muy preocupado por la conservación de la tradición tanto como por el renovación del repertorio. Sus ballets son más bien de forma clásica, a menudo narrativos y de inspiración literaria y filosófica.
En 2006, fundó la Fundación John Neumeier con el objetivo de asegurar su colección de danza y ballet y el trabajo de su vida para la ciudad de Hamburgo y hacerlos accesibles al público. En 2022 se anunció que a partir de agosto de 2024 el coreógrafo argentino Demis Volpi sucedería a Neumeier como Director Artístico del Ballet de Hamburgo.

## Vida privada
Neumeier era amigo cercano del actor austriaco Werner Pochath, quien murió en 1993. El 21 de diciembre de 2018, se casó con su pareja de toda la vida, el cirujano cardíaco Hermann Reichenspurner.
Después de que la parroquia de Neumeier lo felicitara por su 70 cumpleaños en 2009, Neumeier le dijo a Dance Magazine que nació en 1942. En 2017, dio como año real de nacimiento 1939.